# Felicitas (urtillverkare)

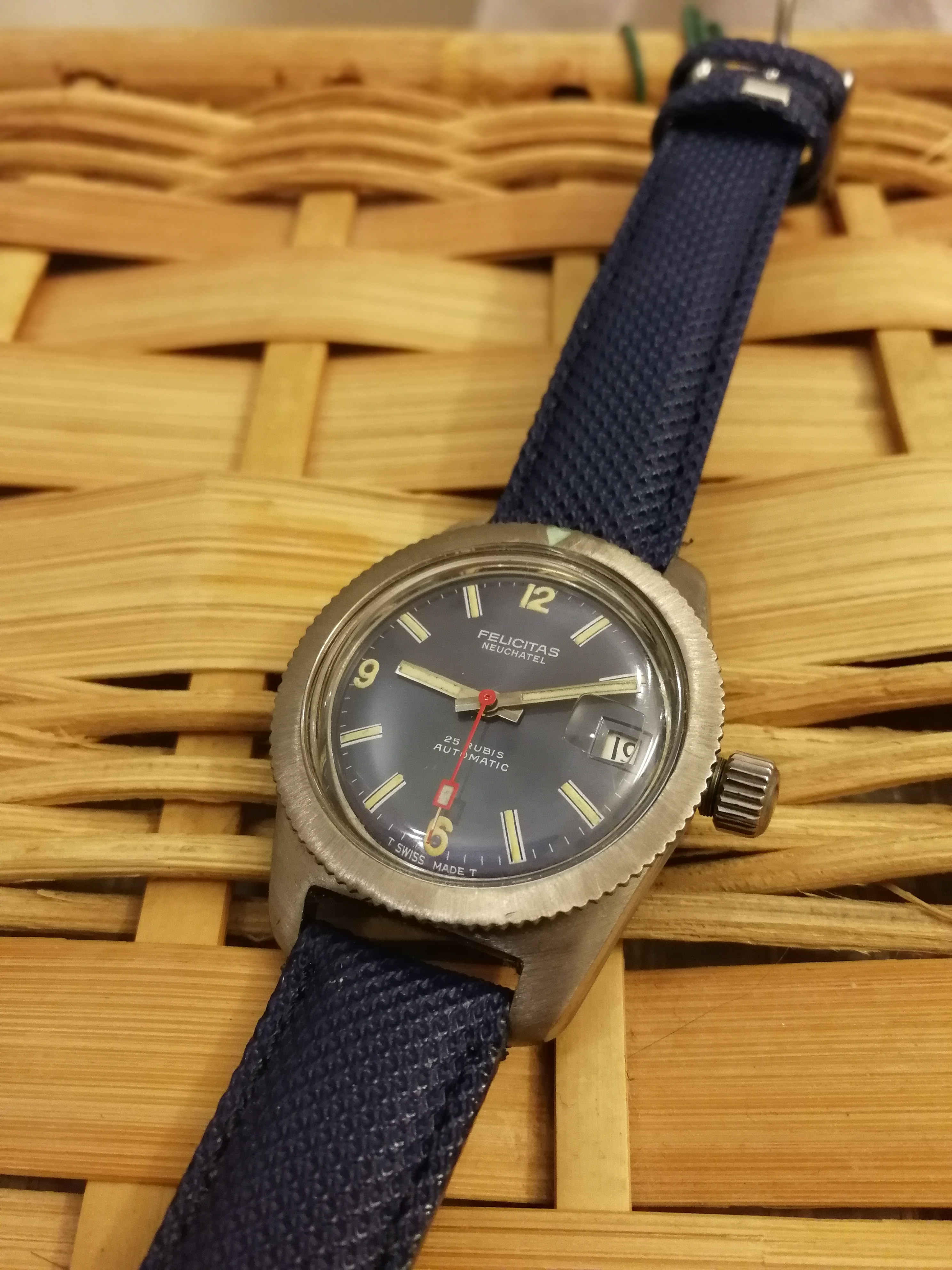
Automatisk klocka från Felicitas av dykarmodell

Felicitas eller Felicitas Neuchatel var en schweizisk urtillverkare baserad i Neuchâtel, Schweiz verksam mellan 1893 och 1970-talet.

## Historia
Felicitas startades av Ernest Schlenker. Deras specialitet var fickur och frackur, inte sällan i 18 karats guld. De producerade även kronografur och automatiska (självuppdragande) armbandsur. Felicitas tillverkade sina egna urverk, och producerade modeller så som Aviatic, Diamor och Telar.

## Konkurs
Felicitas gick i konkurs i början av 1970-talet på grund av den så kallade kvarts-krisen då kvartsuret uppfanns och köparna övergav tillverkarna av mekaniska ur. Endast ett hundratal kvartsur hann levereras innan konkursen var ett faktum.